# Денис Бунтич
Денис Бунтич  (хорв. Denis Buntić; нар. 13 жовтня 1982) — хорватський гандболіст, олімпійський медаліст.

## Виступи на Олімпіадах
| Олімпіада   | Дисципліна | Місце |
| ----------- | ---------- | ----- |
| Лондон 2012 | гандбол    | 3     |